# North County Times
Le North County Times était un journal local du comté du Nord de San Diego. Son siège était à Escondido. Le dernier éditeur était Peter York.
Il est créé en 1995 de la fusion du North County Blade-Citizen of Oceanside (fondé en 1929) et de l'Escondido Times-Advocate (fondé en 1909) par Howard Publications.